# Hillevi Rombin
 (mai 2025).
Si vous disposez d'ouvrages ou d'articles de référence ou si vous connaissez des sites web de qualité traitant du thème abordé ici, merci de compléter l'article en donnant les références utiles à sa vérifiabilité et en les liant à la section « Notes et références ».
Pour les articles homonymes, voir Hillevi.
Hillevi Rombin, née le 14 septembre 1933 à Alfta, Gävleborg en Suède, et décédée le 19 juin 1996 à Los Angeles, est une ancienne actrice suédoise, qui a été élue Miss Suède 1955 et Miss Univers la même année.
Elle est la première Suédoise à avoir remporté le titre de Miss Univers.

## Biographie
Ancienne sportive de haut niveau, elle pratiquait la gymnastique, l'athlétisme et le ski alpin, c'est en 1955 qu'elle remporte les titres de Miss Suède et Miss Univers la même année.
Pendant son année de Miss, Hillevi quitte son pays et s'installe à Hollywood pour signer un contrat à Universal Studios en tant qu'actrice.
Au cours de sa carrière de comédienne, elle rencontre Clint Eastwood et Barbara Eden, joue dans des films notables tels que 
In The Benny Goodman Story en 1955 et Istanbul en 1957.
En 1957, Hillevi Rombi épouse G. David Schine. Ils resteront ensemble jusqu’à leur mort en 1996, lors d'un accident d'avion.
Mort
Le 19 juin 1996, elle, son mari et un de leurs fils meurent dans un accident d'avion en Californie, peu de temps après le décollage de Burbank. Hillevi était âgée de 62 ans.
La famille est enterrée dans le cimetière Westwood Village Memorial Park Cemetery en Californie.